# Mikal Kirkholt
Mikal Kirkholt, född 9 december 1920, död 28 juni 2012, var en norsk längdskidåkare som tävlade under 1940- och 1950-talen.